# Remiza strażacka
Remiza strażacka – rodzaj budynku służący do magazynowania sprzętu przeciwpożarowego (samochody pożarnicze, pompy i inne), osobistego sprzętu ochrony, węży pożarniczych, gaśnic i innego sprzętu gaśniczego. Mogą tutaj znajdować się pomieszczenia mieszkalne i biurowe, takie jak świetlica, warsztat czy pralnia.
Pomieszczenia zwykle usytuowane są ponad garażami i strażacy mogą mieć zainstalowane w remizie specjalne rury (ześlizgi) do szybkiego zjeżdżania do garaży. Zwykle też znajduje się pomieszczenie do suszenia węży, a starsze remizy zwykle posiadały wieżyczki obserwacyjne. W remizach ochotniczej straży pożarnej w Polsce zwykle znajduje się też syrena do zwoływania strażaków w razie alarmu, a obok remizy wieża do suszenia węży strażackich.
W dwudziestoleciu międzywojennym w Polsce remizy strażackie zaczęto licznie budować na terenach wiejskich. Były one niewielkimi budynkami drewnianymi lub murowanymi z wieżą, w której zawieszano dzwon. W okresie powojennym stawiane remizy zawierały także sale służące m.in. do organizowania zebrań i zabaw wiejskich.